# Norman Vahtra
Norman Vahtra (* 31. Mai 1996 in Tartu) ist ein estnischer Radrennfahrer.

## Werdegang
Vahtra konnte 2019 im Trikot der Nationalmannschaft acht Rennen für sich entscheiden, darunter das Rennen Memoriał Henryka Łasaka. 2019 siegte er im Eintagesrennen Puchar Ministra Obrony Narodowej. Nach seinen Erfolgen wurde er zur Saison 2020 Mitglied im UCI WorldTeam Israel Start-Up Nation. Im selben Jahr wurde er Estnischer Meister im Straßenrennen. Auf internationaler Ebene blieb er bei Israel Start-Up Nation ohne zählbaren Erfolg, so dass er nach zwei Jahren keinen neuen Vertrag erhielt.
Zur Saison 2022 wechselte Vahtra in das französische UCI Continental Team Go Sport-Roubaix Lille Métropole. 2023 siegte er im Rennen Tartu Rattaralli.

## Erfolge
2018
- Estnischer Meister – Einzelzeitfahren (U23)

2019
- Gesamtwertung Course de la Solidarité Olympique
- Grand Prix Minsk
- Kalmar Grand Prix
- Puchar Ministra Obrony Narodowej
- Memoriał Henryka Łasaka

2020
- Estnischer Meister – Straßenrennen

2024
- Estnischer Meister – Straßenrennen